# アルベール・デュポンテル
アルベール・デュポンテル（Albert Dupontel, 1964年1月11日 - ）は、フランス・イヴリーヌ県出身の俳優・映画監督。セザール賞受賞者（詳細は#受賞歴）。

## 略歴
医師を目指していたが、病院での研修に興味がわかず、映画館に通うようになったことで芝居を始めたものの、苦労して医科大学に通わせてくれた父親に知られたくなかったために芸名でデビューした。

## 主な出演作品
- 世界美容師コンテスト Chacun pour toi (1994) ※日本劇場未公開
- つつましき詐欺師 Un héros très discret (1996) ※日本劇場未公開、WOWOWで放映
- ベルニー Bernie (1996)
- シリアル・ラヴァー Serial Lover (1998)
- アレックス Irréversible (2002)
- ブルー・レクイエム Le Convoyeur (2004)
- ロング・エンゲージメント Un long dimanche de fiançailles (2004)
- モンテーニュ通りのカフェ Fauteuils d'orchestre (2006)
- 地上5センチの恋心 Odette Toulemonde (2006)
- ジャック・ソード 選ばれし勇者 Jacquou le Croquant (2007) ※日本劇場未公開
- インストーラー Chrysalis (2007)
- いのちの戦場 -アルジェリア1959- L'Ennemi intime (2007)
- PARIS Paris (2008)
- プレイ-獲物- La Proie (2011)
- 天国でまた会おう Au revoir là-haut (2017)

## 主な監督作品
- ベルニー Bernie (1996)
- 天国でまた会おう Au revoir là-haut (2017)

## 受賞歴
- セザール賞
  - 1996年（フランス語版）
    - 助演男優賞（フランス語版）ノミネート『つつましき詐欺師』
    - 新人監督作品賞（フランス語版）ノミネート『ベルニー』

  - 1999年（フランス語版）
    - 主演男優賞（フランス語版）ノミネート『La Maladie de Sachs』

  - 2008年（フランス語版）
    - 主演男優賞ノミネート『Deux Jours à tuer』

  - 2013年（フランス語版）
    - 作品賞（フランス語版）ノミネート『9 mois ferme』
    - 監督賞（フランス語版）ノミネート『9 mois ferme』
    - オリジナル脚本賞（フランス語版）受賞『9 mois ferme』
    - 主演男優賞ノミネート『9 mois ferme』

  - 2017年（フランス語版）
    - 作品賞ノミネート『天国でまた会おう』
    - 監督賞受賞『天国でまた会おう』
    - 脚色賞（フランス語版）受賞『天国でまた会おう』
    - 主演男優賞ノミネート『天国でまた会おう』